# Радионица Кларион
Кларион је шестонедељна радионица за писце научне фантастике и фантастике. Првобитно је почела као део Конференције писаца у Милфорду Дејмона Најта и Кејт Вилхелм. Предавања су држана у њиховом дому у Милфорду, Пенсилванија, Сједињене Америчке Државе.
Основана је је 1968. Робин Скот Вилсон на колеџу Кларион Стејт у Пенсилванији. Најт и Вилхелм су били међу првим предавачима на радионици.
Године 1972. радионица се преселила на државни универзитет у Мичигену. Поново се  2006. сели од када се одржава на Универзитет Калифорније у Сан Дијегу.
У 2015. години, Кларион фондација је добила анонимни поклон од 100.000 долара за стварање задужбине која финансира радионицу.
Радионице за 2020. и 2021. отказане су због пандемије ковида 19.